# Nicène Kossentini
Nicène Kossentini, née en 1976 à Sfax ou Tunis, est une artiste visuelle tunisienne.

## Biographie
Diplômée de l'Institut supérieur des beaux-arts de Tunis et de l'université Marc-Bloch de Strasbourg, elle est aussi formée au Fresnoy à Tourcoing et aux Gobelins à Paris.
Elle travaille en résidence à Alger (Artist Residency in Algiers) puis participe en 2014 à la biennale culturelle DJART, toujours à Alger.
Elle est par ailleurs professeure assistante de cinéma expérimental à l'université de Tunis.

## Principales expositions

### Expositions personnelles
Nicène Kossentini a organisé plusieurs expositions personnelles :
- What Water Gave Me, Galerie Ammar-Farhat, Tunis (2009)
- They Abused Her By Saying, La Boîte-Espace dʼart contemporain, Tunis (2010)
- Boujmal, Selma Feriani Gallery, Londres (2011)
- Paraître,  Galeria Sabrina Amrani, Madrid (2012)
- The Flight of the Butterfly or the Myth of Icarus Revisited, Selma Feriani Gallery, Sidi Bou Saïd (2014)
- Histoires en 5 haltes, Hamma Gallery, Alger (2014)
- Fugitive, Casa Árabe, Cordoue (2016)

### Expositions collectives
Nicène Kossentini a participé à multiple expositions collectives :
- The City and Beyond, Rencontres africaines de la photographie, Bamako (2007)
- The Revealed Image. Orientalism / Contemporary Art, Musée de la ville de Tunis, Tunis (2006)
- Reorientations, L'art contemporain arabe, Bruxelles (2008)
- Le portrait, Galerie Ammar-Farhat, Tunis (2008)
- Without Borders, Biennale d'art de Pontevedra, Pontevedra (2008)
- Women of Images: Private Space, Musée de la ville de Tunis, Tunis (2007)
- L'art au féminin, Musée d'art contemporain d'Alger, Alger (2008)
- Aftermath, Biennale d'Alexandrie, Alexandrie (2009)
- La Rue, Galerie Ammar-Farhat, Tunis (2009)
- Périfériks, Centre d'art de Neuchâtel, Neuchâtel (2009)
- Looking Inside Out, Africa in Oslo, Kunstnernes Hus (en), Oslo (2009)
- Split, Darb 1718 (en), Le Caire (2010)
- Magreb Dos Orillas, Círculo de Bellas Artes, Madrid (2011)
- Traversée, Palais des archevêques, Narbonne (2011)
- No Sky, No Earth. Snow Falls Ceaselessly, Dar Mima, Tunis (2011)
- Rosige Zukunft, Ifa-Galerie, Berlin (2012)
- Chkoun Ahna, Musée national de Carthage, Carthage (2012)
- Frontières, Bʼchira Art Center, Tunis (2012)
- Dégagements, Institut du monde arabe, Paris (2012)
- Portraits, Selma Feriani Gallery, Londres (2013)
- 25 years of Arab Creativity, Institut du monde arabe, Paris (2013)
- Still Fighting Ignorance & Intellectual Perfidy, Musée d'Art de Pori, Pori (2013)
- Recreational Purpose, Musée national de Bahreïn, Manama (2014)
- The Divine Comedy: Heaven, Hell, Purgatory by contemporary African artists, Museum für Moderne Kunst, Francfort-sur-le-Main (2014)
- Songs of Loss and Songs of Love, Gwangju Museum of Art, Gwangju (2014)
- Moving Image Art Across the Arab World, Malmö Konsthall (en), Malmö (2015)
- L'Iris de Lucy, Musée départemental d'Art contemporain de Rochechouart, Rochechouart (2016)
- Effervescence, Institut des cultures d'Islam, Paris (2016)